# 순천 송광사 화엄경변상도
순천 송광사 화엄경변상도(順天 松廣寺 華嚴經變相圖)는 전라남도 순천시 송광사에 있는, 조선시대의 탱화이다. 2003년 2월 3일 보물 제1366호로 지정되었다가 2009년 9월 2일 국보 제314호로 승격되었다.

## 특징
이 그림은 《화엄경》(華嚴經)』역본 중 실차난타(實叉難陀)가 번역한 80 화엄경에 의거해서 일곱 장소에서 아홉 번의 설법이 행해지는 칠처구회(七處九會)의 설법 장면을 하나의 화면에 그린 불화이다. 송광사 화엄경변상도는 화기를 통해 1770년(영조 46) 무등산 안심사에서 조성하여 송광사 대화엄전에 봉안하였고, 18세기 후반 조계산을 중심으로 활약했던 연화(蓮華)를 비롯한 13명의 승려화가들이 참여하여 그린 것이다.
이 화엄경변상도의 구성은 제일 아래에 큰 연꽃이 있고 그 위에 글자로써 찰종(刹種. 世界種)을 배치하여 마치 설법회를 떠받들고 있는 모습으로 그려졌다. 본 화면은 이분하여 아래 부분에는 지상설법회(제1회 보리도량회, 제2·7·8회 보광명전회, 제9회 서다림회)를 배치하고, 윗부분에는 천상설법회(제3회 도리천궁회, 제4회 야마천궁회, 제5회 도솔천궁회, 제6회 타화자재천궁회)를 배치하였다. 각 설법회는 존상에 따라 여러 형태를 이루고 있다.
조선시대의 화엄경변상도로는 송광사(1770년)·선암사(1780년)·쌍계사(1790년)·통도사 (1810년)의 화엄경변상도가 있으며, 기록상으로는 1765년(영조 41)에 김룡사 화장암에 칠처 구회도의 화엄회를 제작하여 봉안하였다고 하지만 현존하지 않는다. 송광사를 비롯한 선암사와 쌍계사 화엄경변상도는 채색된 불화로서 거의 같은 화면구성과 채색감을 보여주고 있어 송광사의 화엄경변상도가 모본이 되었을 가능성이 높지만, 두 폭은 현재 도난당하여 소재가 불분명하다.
이 작품은 1770년에 제작된 것으로 국내에 알려진 채색 화엄경변상도 중 연대가 가장 앞서며, 『화엄경』의 칠처구회의 복잡한 설법장면을 한 화면에 빈틈이 없을 정도로 밀도 높게 묘사하였지만, 정확한 표현력과 계획적이며 완벽한 구성력, 그리고 빼어난 필력과 조화로운 색채감을 극대화시켜 맑고 산뜻한 완성도 높은 작품을 만들어 낸 조선 후기를 대표하는 불화로 볼 수 있다.

## 같이 보기
- 송광사

## 참고 자료
- 순천 송광사 화엄경변상도 - 국가유산청 국가유산포털